# 林嫩峰

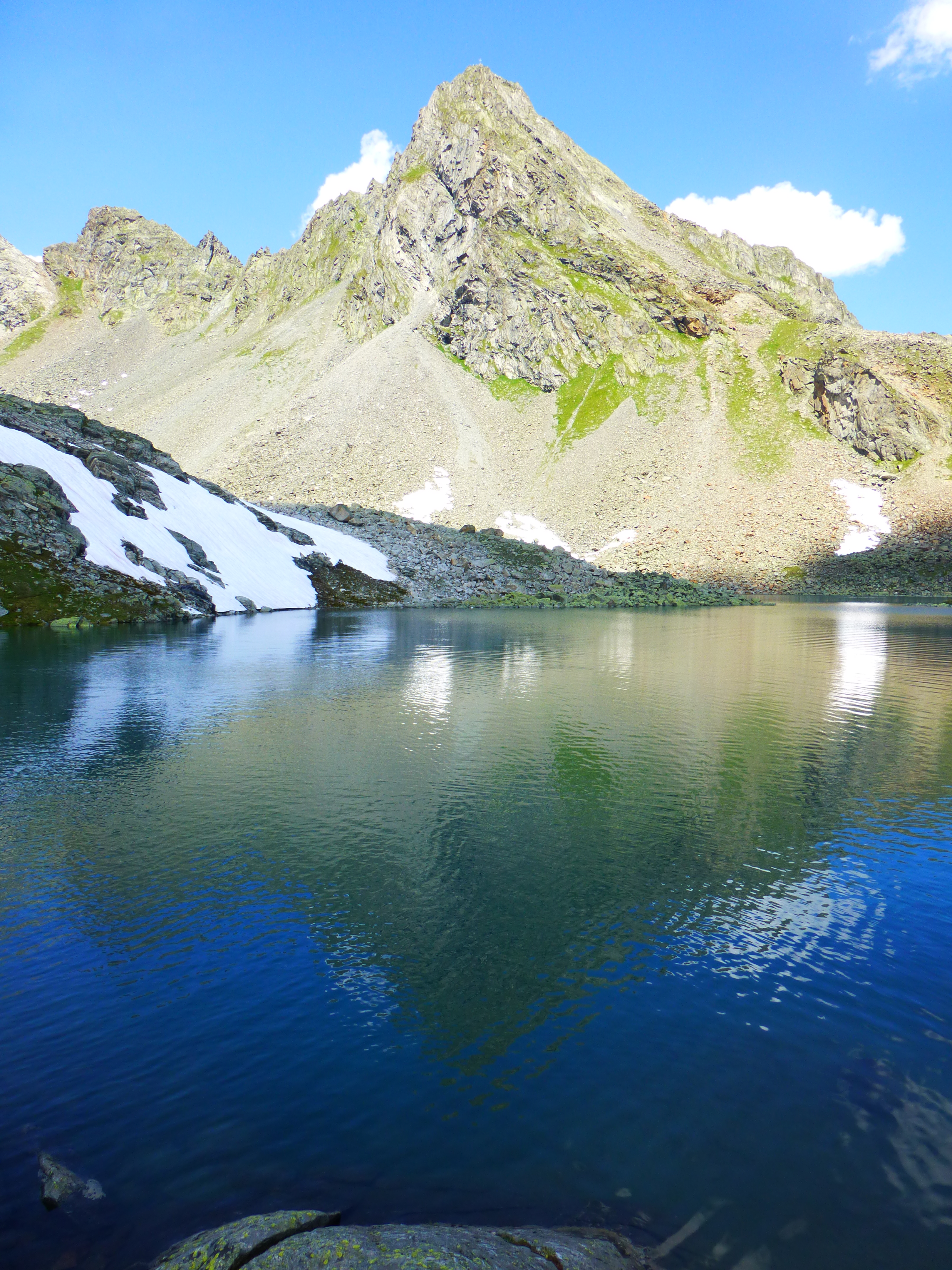

47°5′8″N 11°8′24″E / 47.08556°N 11.14000°E
林嫩峰（德語：Rinnenspitze），是奧地利的山峰，位於該國西部，由蒂羅爾州負責管轄，屬於斯圖拜阿爾卑斯山脈的一部分，該山峰海拔高度為約3,000米。